# Diecezja Sessa Aurunca
Diecezja Sessa Aurunca (łac. Dioecesis Suessana) – diecezja Kościoła rzymskokatolickiego we Włoszech, w metropolii Neapolu, w regionie kościelnym Kampania.
Została erygowana w V wieku.